# 반가환수
반가환수(反可換數, anticommutative number, supernumber) 또는 그라스만 수(독일어: Graßmann-Zahlen)이란 반가환하는 대수의 하나다. 양자장론에서 페르미온을 나타낼 때 쓰인다. 반가환수 {\displaystyle \theta _{i}}는 같은 반가환수와는 반가환법칙을 따르고, 일반 실수 또는 복소수와는 가환한다. 즉
{\displaystyle \theta _{i}\theta _{j}=-\theta _{j}\theta _{i}\qquad \theta _{i}x=x\theta _{i}.}
따라서 반가환수의 제곱은 0이다.
반가환수의 적분은 다음과 같이 정의한다.
{\displaystyle \int d\theta \;1=0}
{\displaystyle \int d\theta \;\theta =1.}
따라서 반가환수의 미분과 적분은 동등하다.

## 같이 보기
- 그라스만 다양체
- 헤르만 그라스만
- 초공간
- 외대수

## 참고 문헌
- Berezin, Felix Alexandrovich (1987). 《Introduction to Superanalysis》 (영어). Mathematical Physics and Applied Mathematics 9. Springer. ISBN 978-90-277-1668-2.